# Irène Chauvy
Pour les articles homonymes, voir Chauvy.
Irène Chauvy est une romancière française née le 19 février 1954.

## Biographie
Irène Chauvy, férue d'histoire du XIXe siècle, a reçu en 2011, pour La Vengeance volée, le prix "Ça m'intéresse Histoire" présidé par Jean-François Parot. Elle est l'auteur de nombreux romans policiers historiques : les Enquêtes d'Hadrien Allonfleur et les Enquêtes de Jane Cardel.

### Irène Chauvy, auteur de romans policiers historiques
Un univers réaliste, des enquêtes documentées, et un peu de romance.
Irène Chauvy a commencé à écrire en 2008. Le choix du cadre de ses romans, le Second Empire, s’est fait après la lecture d’auteurs tels que Théodore Zeldin, Alain Corbin, Pierre Miquel, Éric Anceau et Marc Renneville… Plus que les événements, ce sont les mentalités et leur évolution qui font que cette auteure s'intéresse à cette époque très riche tant sur le plan des réalisations techniques et industrielles que sur celui des idées.
En 2011, elle présente La Vengeance volée, dont le héros, Hadrien Allonfleur est l’enquêteur officieux de Napoléon III, au concours « ça m’intéresse – Histoire » présidé par Jean-François Parot. Son livre gagne le Grand Prix ouvert aux auteurs de romans policiers historiques, et sera édité dans la collection Grands Détectives 10/18.
Irène Chauvy mène ses enquêtes avec brio, et fait voyager ses lecteurs dans le temps et dans un contexte historique très documenté et référencé.
En plus de la série des Enquêtes d’Hadrien Allonfleur (capitaine des cent-gardes) et Les Enquêtes de Jane Cardel sous la Troisième République ; éditée en 2020 aux Éditions Gaelis. Irène Chauvy publiera Quand les Masques tomberont et Enfin, l’Aube viendra, des romances policières qui se déroulent entre 1875 et 1882, cet automne.

## Œuvres

### Série Hadrien Allonfleur
(Par ordre chronologique des enquêtes)
- L’Enquête italienne, France, Rééd. GAELIS Éditions - 2020. (ISBN 978-2-38165-024-1)

1. Jusqu’à ce que mort s’ensuive, France, Rééd. GAELIS Éditions, 248 p. - printemps 2020.  (ISBN 978-2-38165-016-6)
2. La Vengeance volée, Paris, Éditions Les Nouveaux Auteurs, 2011, 343 p.  (ISBN 978-2-819500-89-6) - Rééd. 10-18
3. Enquête à l'Opéra impérial, France, Rééd. GAELIS Éditions - printemps 2020, 248 p.  (ISBN 978-2-38165-017-3)
4. La Mouche du coche, France, Rééd. GAELIS Éditions - printemps 2020, 264 p.  (ISBN 978-2-38165-018-0)
5. Le Secret de Martefon, France, Rééd. GAELIS Éditions - printemps 2020, 280 p.  (ISBN 978-2-38165-019-7)
6. A l'Ombre des sucrières, France, GAELIS Éditions - automne 2020, 280 p.  (ISBN 978-2-38165-033-3)
7. Le Sang des Aigles, France, GAELIS Éditions - Janvier 2022, 386 p.  (ISBN 978-2-38165-047-0)

### Série Les enquêtes de Jane Cardel sous laIIIeRépublique
- Maudit Héritage, Paris, Éditions Les Nouveaux Auteurs, 2014, 303 p.  (ISBN 978-2-8195-0347-7)

1. Divination fatale, France, Rééd. GAELIS Éditions - printemps 2020, 292 p.  (ISBN 978-2-37873-441-1)
2. L’Affaire des glacières, France, Rééd. GAELIS Éditions - printemps 2020, 284 p.  (ISBN 978-2-35962-966-8)
3. L’Assassin aux violettes, France, Rééd. GAELIS Éditions - printemps 2020, 232 p.  (ISBN 978-2-37873-002-4)